# ناثان غرين
ناثان غرين (بالإنجليزية: Nathan Green)‏ (8 يونيو 1992 في المملكة المتحدة - ) هو لاعب كرة قدم بريطاني في مركز الهجوم. لعب مع تونبريدج أنغلز ونادي ليويس ونادي مارغيت ونادي بروملي ونادي دارتفورد ونادي كينغستونيان وسانت ألبانز سيتي وبيليريكاي تاون وداغنهام وريدبريدج وCroydon Athletic F.C. ‏ وChipstead F.C. ‏.

## وصلات خارجية
- ناثان غرين على موقع قاعدة بيانات كرة القدم.إي يو (الإنجليزية)
- ناثان غرين على موقع Soccerbase.com (لاعب) (الإنجليزية)
- ناثان غرين على موقع Soccerway.com (الإنجليزية)